# لوكاس مونزون
لوكاس مونزون (بالإسبانية: Lucas Monzón)‏ هو لاعب كرة قدم أوروغواياني في مركز الدفاع، ولد في 29 سبتمبر 2001 في Jaguarão ‏ في البرازيل. لعب مع نادي دانوبيو ونيويورك ريد بولز.

## وصلات خارجية
- لوكاس مونزون على موقع الدوري الأمريكي (الإنجليزية)
- لوكاس مونزون على موقع قاعدة بيانات كرة القدم.إي يو (الإنجليزية)
- لوكاس مونزون على موقع Soccerway.com (الإنجليزية)
- لوكاس مونزون على موقع عالم كرة القدم.نت (الإنجليزية)